# Schizothorax heterochilus
Schizothorax heterochilus és una espècie de peix cipriniforme de la família dels ciprínids que es troba a la Xina.